# Dries Mertens
Dries Mertens (Leuven, 6 mei 1987) is een voormalig Belgisch voetballer die bij voorkeur als aanvaller speelde Hij verruilde in 2013 PSV voor SSC Napoli, waar hij anno 2020 een cultstatus bereikt had. In augustus 2022 maakte hij, na negen seizoenen bij de Napolitaanse club, de overstap naar het Turkse Galatasaray uit Istanboel. In maart 2011 maakte Mertens zijn debuut in het Belgische nationale elftal. Hij speelde meer dan 100 interlands. Mertens speelde op de WK's van 2014, 2018 en 2022 en op de EK's van 2016 en 2020. Op 22 juni 2025 kondigde hij aan met pensioen te gaan.

## Clubcarrière

### Jeugd
Mertens is de zoon van Herman en Marijke Mertens. Zijn vader was zelf een ex-topturner en sportleerkracht in het secundair onderwijs. Hij is zelfs Belgisch kampioen geweest.
Dries Mertens maakte eerst deel uit van de jeugdopleiding van Stade Leuven (nu Oud-Heverlee Leuven). Als vierjarige ging hij mee met zijn oudere broer Jeroen, die eveneens bij Leuven speelde. Daarna speelde hij van zijn elfde tot zijn achttiende voor RSC Anderlecht. Hij speelde er onder meer samen met Sven Kums. Bij die laatste club werd hij weggestuurd omdat hij niet goed genoeg was en te klein werd bevonden. Hij zocht in 2005 zijn heil dan maar in de jeugd van KAA Gent, waar hij onder de vleugels van Etienne De Wispelaere terecht kwam. Hij speelde er bij de tweede ploeg. Bij Gent twijfelden ze ook aan hem, door zijn gestalte en gebrek aan fysieke kracht.
Mertens is goed bevriend met voetballer en streekgenoot Denis Odoi, met wie hij samen bij Stade Leuven en RSC Anderlecht speelde. In Landen speelde hij bij een zaalvoetbalploegje samen met onder andere Odoi en Mirallas. Toen ze vijftien waren, mochten ze niet meer van hun club bij dit clubje spelen.

#### Verhuur aan Eendracht Aalst
In het seizoen 2005/06 werd na nieuwjaar De Wispelaere (zijn coach van bij de Gentse beloften) hoofdcoach bij Eendracht Aalst. Mertens werd op voorspraak van de nieuwe coach door KAA Gent voor een half jaar verhuurd aan Aalst, op dat moment een derdeklasser. Ook de beloftevolle jongeren Steve De Ridder en Ludovic Buysens werden overgeheveld van Gent naar Aalst. Bij Aalst is Mertens pas sterker beginnen te worden. Hij kwam voor het eerst in zijn nog jonge carrière in het eerste elftal. In veertien wedstrijden scoorde hij daar vier keer. Tevens werd hij verkozen tot beste speler dat seizoen bij Eendracht Aalst.

#### Verhuur aan AGOVV Apeldoorn
Na een halfjaar bij Aalst ging hij terug naar KAA Gent. Daar gaven ze de indruk dat het allemaal voor niets was geweest. Hij ging terug naar af: het tweede elftal. Trainer Georges Leekens zag het niet in Dries Mertens. Ze haalden onder andere zijn lengte aan, terwijl er met Boussoufa iemand rondliep die ongeveer even groot was als hij. Hij moest zijn geluk ergens anders beproeven. Als jonge speler moet je spelen om stappen te kunnen zetten. Zijn makelaar Gunther Jacob ging op zoek in Nederland. Gent verhuurde Mertens aan de Nederlandse tweedeklasser AGOVV Apeldoorn, dit op voorspraak van technisch manager Ted van Leeuwen. In Apeldoorn kwam hij Sherjill Mac-Donald tegen, die hij nog kende van bij Anderlecht. Het voetbal in Nederland is er meer gemaakt voor lichtvoetigen, en er worden kansen gegeven aan de jeugd. Mertens zette er een stap achteruit om er later twee vooruit te zetten.
In zijn eerste seizoen werd de destijds 19-jarige middenvelder annex aanvaller een van de smaakmakers. Hij wist tweemaal het net te vinden in 35 wedstrijden. Mertens groeide in Apeldoorn uit tot een publiekslieveling. Het publiek genoot van zijn creativiteit en lichtvoetigheid.

### AGOVV Apeldoorn
Na de huurperiode was AGOVV Apeldoorn overtuigd en besloot Mertens te contracteren. Hij kreeg er een contract tot medio 2010 bij de club van coach John Van Den Brom. Apeldoorn nam hem over voor slechts € 46.000,-. In het seizoen 2007/08 werd Mertens steeds beter. Hij werd een van de populairste spelers uit de Eerste divisie. Snel daarop werd Mertens, op 21-jarige leeftijd aanvoerder bij de club uit Apeldoorn. Hij scoorde dat seizoen vijftien keer in 38 wedstrijden. Bij Apeldoorn speelde hij samen met de Belgen Nacer Chadli en Christian Kabeya. Kabeya werd gezien als het grootste talent, daarna Chadli en vervolgens Mertens. Mertens speelde hoofdzakelijk op links, Chadli op rechts.
In het daaropvolgende seizoen, seizoen 2008/09, was Mertens wederom de smaakmaker bij AGOVV Apeldoorn. Hij viel op door zijn passes, acties en schoten. In dat seizoen scoorde hij dertien keer in 35 wedstrijden. Aan het einde van dat seizoen won Mertens de 'Gouden Stier' (Beste talent uit de Eerste divisie). Hét moment was misschien wel die goal vanaf 45 meter. Op 25 mei 2009 kondigde Mertens aan te willen vertrekken. Er was voldoende interesse uit de eredivisie. In totaal scoorde Mertens in drie seizoenen voor AGOVV dertig keer in 108 wedstrijden.

### FC Utrecht
Nadat Mertens bekend had gemaakt dat hij ging vertrekken bij AGOVV Apeldoorn, werd bekend dat FC Utrecht de Belg contracteerde voor € 600.000,-. Mertens tekende een contract in de Domstad tot medio 2014, met een optie voor nog twee bijkomende jaren. Hij verkoos Utrecht boven AZ omdat hij daar meer speelminuten kon krijgen.
Een flinke stap, maar Mertens ging in Stadion Galgenwaard vrolijk verder met het maken van doelpunten en het geven van assists. Hij paste zich moeiteloos aan. Op 1 augustus 2009 debuteerde Mertens bij FC Utrecht én tevens in de Eredivisie tegen RKC Waalwijk. Zijn eerste doelpunten maakte hij op 16 augustus 2009 tegen VVV-Venlo. De wedstrijd eindigde op 2-2, twee goals van Dries. Tijdens zijn eerste seizoen bij FC Utrecht maakte hij deel uit van de ploeg die na vier jaar weer Europees voetbal haalde. Hij scoorde zes keer en was 34 keer basisspeler. Mertens kreeg aan het eind van het seizoen de David di Tommaso-trofee, voor FC Utrechts meest waardevolle speler van het seizoen in de ogen van de supporters. Dries Mertens eindigde op de tweede plek, na Luis Suárez (Ajax) in de verkiezing Nederlands voetballer van het jaar. Hiervoor ontving hij de Zilveren Schoen. Hij maakte indruk met technische hoogstandjes en een pak assists. Het podium werd afgesloten met Demy De Zeeuw als derde.
In augustus 2010 verlengde hij zijn contract tot aan de zomer van 2014. In het seizoen 2010/11 was Mertens wederom een sleutelspeler bij FC Utrecht. Hij scoorde tien goals in 31 wedstrijden. Op 29 januari 2011 werd bekend dat Ajax, na het vertrek van Luis Suárez, interesse in Dries Mertens had. Een dag later wees FC Utrecht een eerste bod van Ajax op zijn sterspeler af.
In de zomer waren zowel Ajax als zijn jeugdclub RSC Anderlecht geïnteresseerd, maar ze waren niet bereid de hoge transfersom te betalen. Later meldde PSV zich voor Mertens. FC Utrecht wees het eerste bod van ruim 10 miljoen euro voor het duo Dries Mertens en Kevin Strootman af.

### PSV Eindhoven

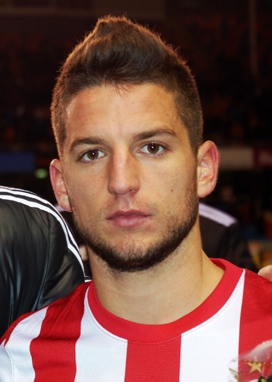
Mertens in het shirt van PSV in 2012.

Op 28 juni 2011 bereikte PSV een akkoord met FC Utrecht. Mertens ging net als ploeggenoot Kevin Strootman naar PSV. De transfersom voor de twee spelers samen werd door de NOS geschat op ongeveer 13 miljoen euro. Het talentvolle duo was al snel uitgeleerd bij FC Utrecht. Beide spelers waren op dat ogenblik internationals. Mertens tekende net als Strootman een contract voor 5 jaar bij PSVen kreeg het rugnummer 14. Mertens moest de naar Rusland vertrokken Balázs Dzsudzsák vervangen.
Hij debuteerde op 5 juli 2011 in het shirt van PSV. Hij viel in de tweede helft in tijdens een oefenwedstrijd uit bij RKSV Halsteren, die PSV met 0-10 won. Mertens scoorde zelf de 0-8 en de 0-9. Zijn officiële debuut voor PSV maakte hij 7 augustus 2011 in een met 3-1 verloren competitiewedstrijd, uit bij AZ. Mertens scoorde bij een achterstand van 2-0 PSV's enige doelpunt. Tijdens de wedstrijd PSV-Excelsior (6-1 winst) exact drie weken later scoorde hij voor het eerst drie keer in één wedstrijd en gaf hij één assist. In zijn eerste 5 competitiewedstrijden vond Mertens 7 maal het net. Mertens scoorde op 24 september 2011 (dit was de zevende speeldag) tijdens een 7-1-overwinning op Roda JC liefst vier keer in één wedstrijd. Met elf doelpunten in de eerste zeven competitieduels had Mertens zijn totaal van vorig seizoen bij FC Utrecht al overtroffen. Dat gaf zijn razendsnelle ontwikkeling en aanpassing in Eindhoven aan. Hij werd als speler gekenmerkt door iemand die niet alleen voetbalt voor zichzelf, maar ook voor zijn club en zijn medespelers. Hij mocht zich halverwege het seizoen de meest waardevolle speler in de Eredivisie noemen. In 33 competitiewedstrijden samen maakte hij 21 doelpunten. Hiermee werd hij vierde in de topschuttersstand. In de top van de Eredivisie kwam Mertens dus helemaal los.
Mertens maakte op donderdag 15 september 2011 zijn eerste 'Europese' doelpunt voor PSV. In een thuiswedstrijd tegen Legia Warschau in het kader van de UEFA Europa League scoorde hij na 21 minuten de enige goal van de wedstrijd. In 11 Europese wedstrijden was hij goed voor drie doelpunten.
De Spaanse sportkrant Marca had op 27 december 2011 een lijst gepubliceerd met de twintig grootste revelaties van de eerste seizoenshelft. Daarbij was er plaats voor één Belg: Dries Mertens. Hij was in het gezelschap van onder andere Toni Kroos (Bayern München), Robert Lewandowski (Borussia Dortmund) en Olivier Giroud (Montpellier).
Op 8 april 2012 speelde PSV de finale van de TOTO KNVB Beker (Beker van Nederland) tegen Heracles Almelo in De Kuip van Rotterdam. De wedstrijd werd met 3-0 in het voordeel van PSV beslecht. Dries Mertens begon in de basis en scoorde de 2-0. Hij verloor bij het scoren van dit doelpunt in een duel met doelman Remko Pasveer twee voortanden. Een maand later vond Pasveer een van de tanden terug onder de hechtingen, die hij gekregen had na de aanvaring met Mertens. Mertens werd net voor het einde van de wedstrijd vervangen door Memphis Depay. In de gehele bekercompetitie was hij belangrijk met drie goals in vijf wedstrijden.
Op 5 augustus 2012 won PSV de Johan Cruijff Schaal (Nederlandse supercup) tegen Ajax met 4-2. Mertens speelde de volledige wedstrijd, gaf een assist voor het eerste doelpunt, maar scoorde zelf niet.
In het seizoen 2012/13 was Mertens weer belangrijk voor PSV. Op 30 september 2013 scoorde Mertens opnieuw 3 keer in de 0-6 overwinning op het veld van VVV-Venlo. Eredivisie-debutant Jürgen Locadia nam de 3 andere doelpunten voor zijn rekening. Hij speelde dat seizoen 29 competitiewedstrijden waarin hij 16 keer de netten deed trillen. In alle competities samen scoorde hij dat seizoen 18 keer voor de "lampenclub", waardoor hij minder productief was dan zijn eerste seizoen in Eindhoven. Op 9 mei 2013 speelde PSV, met Dries Mertens in de basis, opnieuw de Bekerfinale. Ditmaal werd de finale uitgevochten tegen AZ. De wedstrijd ging met 2-1 verloren.
Bij PSV groeide Mertens in twee seizoenen uit tot een zeer productieve speler, die zowel belangrijk was qua gescoorde doelpunten als assists. In zijn twee seizoenen bij PSV was Mertens een basisspeler. Hij speelde veelal als aanvaller op de linkerflank. Hij maakte zijn opwachting in 88 officiële wedstrijden. Hierin wist hij 45 maal te scoren en was hij goed was voor 43 assists. In het tweede jaar van zijn Eindhovense periode diende Memphis Depay zich steeds nadrukkelijker aan als concurrent op de linksbuiten.

### SSC Napoli

#### Seizoen 2013/14
Op 24 juni 2013 werd bekend dat Napoli 9,5 miljoen euro had betaald om Mertens van PSV over te nemen, een relatief laag bedrag gezien zijn prestaties in Eindhoven (ter vergelijking: Strootman vertrok die zomer voor het dubbele naar AS Roma). Het bedrag kon door prestatiebonussen oplopen tot 10 miljoen euro. Mertens tekende een 5-jarig contract bij de Italiaanse topclub, waar hij ging spelen onder de nieuwe Spaanse trainer Rafael Benítez. Naast Mertens werden onder meer José Callejón, Pablo Armero, Gonzalo Higuaín en Raúl Albiol aangetrokken door voorzitter Aurelio De Laurentiis, dit om een gooi naar de eerste Scudetto sinds het Maradonna tijdperk eind jaren tachtig te doen.
Mertens begon, net als bij PSV, ook bij Napoli op de linkerflank, in het 4-2-3-1 systeem van de Spaanse tacticus Rafael Benítez. Op 25 augustus 2013 debuteerde hij als invaller in een thuiswedstrijd tegen Bologna. De wedstrijd werd met 3-0 gewonnen. In de herfst van 2013 leek Mertens met drie basisplaatsen op rij zijn draai te vinden bij de Italianen. Op speeldag tien, op 30 oktober 2013, maakte hij zijn eerste doelpunt voor Napoli in de Serie A, dit tegen Fiorentina. Hij scoorde de beslissende 1-2 die voor de drie punten zorgde. Het was pas de vijfde keer dat hij in de basis mocht beginnen. Op 6 januari 2014 scoorde hij voor het eerst twee goals in één wedstrijd tegen Sampdoria, een wedstrijd die gewonnen werd met 2-0. Hij scoorde op 30 maart 2014 het tweede doelpunt in de 2-0 overwinning tegen competitieleider Juventus. Op de laatste speeldag scoorde hij terug twee keer tegen Hellas Verona. Hij gaf toen ook twee assists in de 5-1 overwinning. Omdat de spelerskern zo ruim was werd er veel geroteerd onder de Spaanse coach. Toch was hij in zijn eerste seizoen in Italiaanse loondienst goed voor 33 competitiewedstrijden waarin hij 11 doelpunten wist te scoren. Zijn goals wist hij telkens te vieren met een hartje, zijn handelsmerk. Met ook nog eens 12 assists had Mertens een stevig aandeel in de derde plaats van Napoli. Mertens werd meestal ingezet als linksbuiten, maar soms ook als schaduwspits. Opmerkelijk was dat Mertens nauwelijks hele wedstrijden speelde. Gemiddeld stond hij tijdens dat eerste seizoen in de Serie A 55 minuten per wedstrijd op het veld.
Op 3 mei 2014 werd de finale van de Coppa Italia (Italiaanse Bekerfinale) gespeeld tussen Napoli en Fiorentina in het Stadio Olimpico in Rome. De wedstrijd werd ontsierd door een schietpartij met dodelijke afloop. Mertens begon de wedstrijd als bankzitter, maar mocht het laatste halfuur invallen voor Marek Hamsik. Hij verzekerde de bekerwinst door in de toegevoegde tijd de 3-1 einduitslag op het bord te zetten. Voor Mertens was dit meteen zijn eerste prijs in Italiaanse loondienst. In de bekercompetitie was Mertens belangrijk met twee goals in vier wedstrijden.

#### Seizoen 2014/15
In zijn tweede seizoen (het seizoen 2014/15) moest Mertens veelal genoegen nemen met een rol als invaller. Lorenzo Insigne, een echte Napolitaan, speelde meestal op zijn geliefkoosde positie. Beide spelers hebben hetzelfde uiterlijk en dezelfde speelstijl. Op het einde van het seizoen begon Mertens belangrijker te worden voor het team met vier basisplaatsen en drie goals. Uiteindelijk kreeg hij in de competitie slechts 17 basisplaatsen en mocht hij 14 keer invallen. Hij maakte hierin zes competitiegoals. Napoli eindigde dat seizoen bovendien teleurstellend als vijfde in de Serie A, terwijl de club na een jarenlange crisis weer titelaspiraties had. Tijdens de zomer van 2015 werd Mertens nadrukkelijk gelinkt met een transfer naar Internazionale, waar hij de naar Stoke vertrokken Xherdan Shaqiri zou moeten opvolgen. Napels wou hem echter niet verkopen.
De wedstrijd om de Supercoppa (Italiaanse Supercup) tussen landskampioen Juventus en bekerwinnaar Napels werd op 22 december 2014 beslecht in het Jassim Bin Hamad-stadion in de Qatarese hoofdstad Doha. Zo is het in Italië wel meer de gewoonte dat deze wedstrijd in het buitenland afgewerkt werd. Na 90 minuten stond er 1-1 op het scorebord in de Qatarese hoofdstad. Mertens mocht in de 79e minuut invallen voor aanvoerder en draaischijf Marek Hamsik. Na 120 minuten was de partij op 2-2 geëindigd. Gonzalo Higuain deed tweemaal de netten trillen voor de Zuid-Italianen. Napoli haalde het in de bloedstollende strafschoppenreeks met 6-5. Mertens zag zijn strafschop in deze reeks gestopt worden door Gianluigi Buffon die goed de hoek in dook. Het was uiteindelijk Kalidou Koulibaly (ex-Genk) die de beslissende strafschop binnenschoot.

#### Seizoen 2015/16
Ondanks dat bij Napels coach Rafael Benítez vervangen werd door Maurizio Sarri werd Mertens in zijn derde seizoen bij Napoli weer voornamelijk gebruikt als invaller. In de Europa League wedstrijden kreeg hij meestal wel de kans om zich te tonen. Hier scoorde hij dan ook vijf doelpunten in zes wedstrijden. In de Serie A kwam hij slechts zes keer aan de aftrap en mocht hij 28 keer invallen. Hierin scoorde hij 5 goals en was hij goed voor 5 assists. Volgens Sarri was Mertens uniek in die rol als joker omwille van zijn goede invalbeurten. Mertens stond op de linkerflank vooral in de schaduw van de Argentijnse topspits Gonzalo Higuaín, die dat seizoen liefst 36 keer scoorde in 35 competitieduels in de Serie A. Napoli eindigde in het eerste seizoen onder Sarri als tweede.

#### Seizoen 2016/17
In het vierde seizoen werd Mertens regelmatiger een vaste waarde van het team. Door het vertrek van Higuaín naar Juventus F.C. en een langdurige blessure van diens opvolger Arkadiusz Milik werd Mertens op 19 oktober 2016 door Sarri als spits gebombardeerd. Een verrassende keuze, want de Rode Duivel speelde nooit eerder op die positie. Sarri geloofde in de kwaliteiten: beweeglijkheid, snelheid en doelgerichtheid. In zijn eerste wedstrijd als ‘nummer 9’ scoort Mertens meteen en lokte hij een strafschop uit in de met 2-3 verloren wedstrijd tegen Beşiktaş. Op 26 oktober 2016 stond hij voor het eerst in het punt in de competitie tegen Empoli. Hij scoorde de 1-0. De weken daarna had hij het moeilijk in de spits. Mertens moest wennen aan zijn nieuwe rol, waarin hij niet meer het overzicht en de tijd had zoals hij al die jaren gewend was aan de linkerkant. In december kwam hij pas echt los. Op 11 december 2016 maakte hij direct zijn eerste hattrick in de Serie A in een 0-5 uitoverwinning tegen Cagliari. Dit werd gevolgd door een vierklapper tegen Torino (5-2 overwinning), waaronder een hattrick in negen minuten. Vanaf dan werd Mertens anders bekeken in Italië. Een doelpuntenmachine was geboren. Op 19 april 2016 scoorde hij zijn derde hattrick van het seizoen in de Serie A in een 1-7 uitoverwinning tegen Bologna. Tegen deze ploeg maakte Mertens bijna 3 jaar eerder zijn debuut bij Napoli. Ook Marek Hamšík maakte een hattrick in deze wedstrijd. Dries werd vice-topschutter in de Serie A met 28 doelpunten achter zijn naam. Dit was slechts één doelpunt minder dan de Bosnische spits Edin Džeko van AS Roma. Mertens had echter twee wedstrijden minder gespeeld. Dries Mertens tekende na een fantastisch seizoen een contractverlenging met 2 seizoenen tot medio 2020. In de nieuwe overeenkomst zou een loonsverhoging tot € 4.000.000,- per jaar zijn opgenomen, net als een transferclausule van minder dan € 30.000.000,-, die pas in werking kon treden na het komende seizoen. Hij stond in de belangstelling van Chelsea en Inter. Door zijn contractverlenging moest men daar op zoek naar nieuwe targets.

#### Seizoen 2017/18
Op 25 oktober 2017 viert Mertens zijn eerste verjaardag als diepe spits. Sinds hij als op die positie speelt, is hij op dat ogenblik de meest beslissende ‘nummer 9’ van Europa. Om de 66 minuten zorgde hij voor een doelpunt of een assist. Daarmee deed hij in die periode beter dan toppers als Kane (74 minuten) en Cavani (76 minuten). Sinds zijn positiewissel scoorde Mertens in totaal 41 doelpunten en strooide hij met 19 assists. In zijn eerste drie seizoenen als flankaanvaller kwam hij tot ‘slechts’ 38 goals. Hij wordt sinds zijn transformatie van linksbuiten tot spits bijna nooit meer voortijdig van het veld gehaald door zijn trainer.

#### Seizoen 2018/19
In november 2018 veegde Dries Mertens het 82 jaar oud record van tabellen van "de best scorende Belg ooit in buitenlandse loondienst in competitieverband". Dit record stond al decennia lang op naam van Raymond Braine. En zeggen dat de Rode Duivel op dat ogenblik pas twee jaar spits was. Braine haalde zijn record bij Sparta Praag.

#### Seizoen 2019/20
In het tussenseizoen van 2019 besloot Mertens het laatste jaar van zijn contract bij Napoli uit te dienen, ondanks de grote belangstelling van andere clubs voor hem. Het was intussen al zijn zevende seizoen bij Napoli. Hij is op dat ogenblik, na Insigne, de langst dienende speler voor de Zuid-Italianen. Zijn motivatie was all-time topscorer worden bij Napoli, een record dat bij het begin van het seizoen 2019/20 in handen is van de Slowaak Marek Hamšík met 121 doelpunten. Mertens stond in het begin van dat seizoen derde in de eeuwige ranglijst met 109 doelpunten. Op woensdag 23 oktober scoorde Mertens tweemaal in de met 2-3 gewonnen Champions League wedstrijd tegen Red Bull Salzburg. Hiermee stak hij clublegende Maradona (115 doelpunten) voorbij en werd hij tweede in de eeuwige topschutter ranglijst bij Napoli. Op 25 februari 2020 maakt Mertens tijdens de zestiende finale van de UEFA Champions League tegen FC Barcelona zijn 121ste doelpunt waardoor hij mede recordhouder wordt samen met Marek Hamšík. Mertens had hiervoor slechts 310 wedstrijden nodig, Hamsik ruim 520. Op 13 juni 2020 scoorde hij de gelijkmaker tegen Inter in de return van de halve finale van de Coppa Italia. De uitbraak van het coronavirus gooide het Italiaanse voetbal op slot, maar in zijn eerste wedstrijd na de heropstart van de competitie was het meteen raak voor Mertens. Dit was zijn 122e goal en zo werd Mertens alleen topschutter bij Napoli. Op 17 juni 2020 tekende Mertens een nieuw contract voor twee jaar met optie voor een extra jaar bij Napoli. Hij werd er een grootverdiener. Volgens Italiaanse media bedraagt het totale pakket, inclusief prestatiegericht bonussen meer dan € 15.000.000,- gespreid over twee jaar. Normaal krijgen spelers van 33 jaar geen nieuw contract van de excentrieke voorzitter Aurelio De Laurentiis, maar voor Mertens werd een uitzondering gemaakt. Wanneer hij een punt achter zijn carrière zet wil de voorzitter Mertens graag bij de club houden in een andere rol. Mertens wees voorstellen van Inter en Chelsea af. Hij volgde zijn hart. Dezelfde dag van zijn contractverlenging won Mertens met Napoli zijn tweede Coppa Italia. Napels versloeg Juventus na het nemen van strafschoppen. De wedstrijd zelf eindigde op 0-0. Dries Mertens werd na een goed uur vervangen. Hij kon zijn stempel niet echt drukken.

#### Seizoen 2020/21
Het seizoen 2019/20 werd goed ingezet. Op de openingsspeeldag werd tegen Parma maakte Dries Mertens meteen zijn eerste goal. Met het openingsdoelpunt iets na het uur leidde hij de 0-2 overwinning in. Op de tweede speeldag tegen Genoa deed hij opnieuw de netten trillen en was hij goed voor twee assists. Op speeldag acht en negen, respectievelijk tegen AS Roma en AC Milan stond hij weer aan het kanon. Op 16 december 2020 raakte Mertens gekwetst aan de enkelband in de topwedstrijd tegen Inter. Hij verstapte zich bij het geven van een voorzet aan de achterlijn. Hierdoor was hij drie weken buiten strijd.
Op 21 maart 2021 bereikte Mertens een nieuwe mijlpaal. Tegen AS Roma was hij goed voor twee doelpunten. Hiermee ging hij de geschiedenis in met 100 goals in de Serie A. De Rode Duivel was pas de derde Napoli-speler die honderd keer weet te scoren in de Italiaanse eerste klasse. Eerder deden Antonio Vojak (102) en Marek Hamšik (100) hem dit voor. Mertens scoorde in zijn achtste seizoen negen keer in 29 competitiewedstrijden.

#### Seizoen 2021/22
Het seizoen 2021/22 startte in mineur voor Mertens. Na een schouderblessure kreeg hij op 3 oktober 2021 tegen Fiorentina zijn eerste speelminuten sinds het EK. In de Europa League tegen Legia Warschau scoorde Mertens vanop de stip zijn eerste doelpunt in 6,5 maanden. Op 21 november scoorde Mertens tegen Inter zijn eerste competitiegoal van het seizoen en bereikte zo een nieuwe mijlpaal. Zijn late aansluitingstreffer mocht echter niet meer baten: het werd 3-2. Daarmee verbrak de Rode Duivel wel een clubrecord: geen enkele Napoli-speler heeft meer Serie A-doelpunten gemaakt dan Dries Mertens. Eén speeldag later, op 29 november, leek Mertens volledig terug. Hij scoorde 2 schitterende goals voor Napoli dat die dag de eerste verjaardag van het overlijden van de gevallen voetbalgod Diego Maradona herdacht met een glansprestatie tegen Lazio. Het werd 4-0. Ook de twee daaropvolgende wedstrijden, tegen Sassuolo en Atalanta stond Mertens weer aan het kanon. In totaal speelde Mertens in zijn laatste seizoen voor Napoli 30 wedstrijden in de Serie A. Hierin was hij goed voor 11 competitiedoelpunten. Op het einde van het seizoen kwam Mertens niet tot een vergelijk voor een verlenging van zijn aflopend contract.
Dries Mertens speelde in negen seizoenen 397 wedstrijden voor Napoli. Hierin was hij goed was voor 90 assists en 148 doelpunten, wat van hem Napolitaans clubtopschutter aller tijden maakte. Op 6 juni 2025 werd Mertens gehuldigd als ereburger van Napels.

### Galatasaray

#### Seizoen 2022/23
Op zijn 35ste stond Mertens voor een kruispunt. Stoppen met voetballen, uitbollen in Bali, of kiezen voor een laatste échte sportieve uitdaging. Het werd dat laatste. Op 8 augustus 2022 tekende Mertens bij Galatasaray uit Istanbul een contract voor één jaar met optie op een extra seizoen. Mertens zou er 4 miljoen euro netto verdienen: 1,1 miljoen tekengeld en 2,9 miljoen salaris. Mertens kon ook tekenen bij Juventus, maar dat kon hij niet maken als Napoli-icoon, gezien de grote rivaliteit tussen beide clubs.
Op 13 augustus debuteerde Dries Mertens voor Galatasaray. Hij viel twaalf minuten voor tijd in voor Yunus Akgün, net nadat Giresunspor op voorsprong was geklommen. Een gretige Mertens toonde zich wel, onder meer via twee vrije trappen, maar kon de verrassende nederlaag (0-1) niet meer afwenden. Na negen matchen - waarvan toch 7 basisplaatsen - stond de teller van de aanvaller nog op nul goals. Zijn eerste goal maakte Mertens op 23 oktober, de elfde speeldag in de Süper Lig, tegen Alanyaspor op aangeven van Mauro Icardi. Dit doelpunt bleek niet voldoende voor winst (2-2).
Op 30 mei 2023 kroonde de 36-jarige Dries Mertens zich voor het eerste in zijn carrière tot landskampioen. Met Galatasaray veroverde hij de Turkse titel met een 1-4-zege op het veld van Ankaragücü. In de competitie was de vleugelaanvaller goed voor zes goals en drie assists in dertig optredens, waarvan 27 als basisspeler. Mertens was in zijn eerste seizoen een onmisbare pion voor Galatasaray. Na het veroveren van de titel kondigde hij aan een jaar langer in Turkse loondienst te blijven.

#### Seizoen 2023/24
Dries Mertens begon zijn tweede seizoen in Turkije goed. In de terugwedstrijd in de tweede voorronde van de Champions League tegen Žalgiris maakte hij het enige doelpunt van de wedstrijd. Hij nam een hoekschop van Aktürkoğlu in een keer op de slof. Zijn volleygoal was goed voor de 1-0 overwinning en de kwalificatie voor de volgende ronde. De eerste twee maanden van het seizoen schipperde Mertens tussen een basisplaats en de bank. Ondanks een mindere start ontpopte hij zich tot Europese assistenkoning met 19 beslissende passes. Hij scoorde ook 12 keer voor Galatasaray en won voor het tweede jaar op een rij de Turkse landstitel. Een titel die de nadrukkelijke handtekening van Mertens droeg. In twee seizoenen in Istanboel zit Mertens aan 19 goals en 23 assists in 84 wedstrijden. Hij behoorde tot de beste spelers in de Süper Lig. Hij werd bij zijn club bekroond tot speler van het jaar. Na een fantastisch seizoen tekende Mertens begin juli 2024 een nieuw éénjarig contract bij Galatasaray.

#### Seizoen 2024/25
In zijn derde seizoen domineerde Galatasaray opnieuw. Aanvankelijk stond Mertens meestal aan de aftrap. In de bekerfinale tegen Trabzonspor had Mertens geen beslissende rol. De laatste maanden speelde coach Okan Buruk hem vooral uit als luxe-invaller. Zo mocht hij ook in de bekerfinale invallen. Een week later werd hij voor de derde keer op rij kampioen. Dries Mertens nam in schoonheid af door in zijn laatst wedstrijd te scoren voor Galatasaray. Na een kwartier kreeg Galatasaray al een penalty. Normaal gesproken een klus voor Victor Osimhen, maar de Nigeriaans liet het aan Mertens. Zijn wissel in de 78ste minuut was nog mooier. Mertens kreeg een staande ovatie van de fans en werd opgetild en in de lucht gegooid door zijn teamgenoten. Mertens was een van de populairste spelers van deze zeer succesvolle ploeg. Hij maakte 25 doelpunten in 136 duels. Hij schitterde vooral als aangever. In zijn laatste seizoen was gaf 21 beslissende passes, in drie seizoenen in Turkse loondienst strandde hij op 44 stuks. Hij pakte in drie jaar vier prijzen: drie landstitels en één beker.

## Statistieken
| Seizoen | Club              | Competitie     | Competitie | Competitie | Competitie | Beker | Beker | Beker | Europa | Europa | Europa | Totaal | Totaal | Totaal |
| Seizoen | Club              | Competitie     | Wed.       | Dlp.       | Ast.       | Wed.  | Dlp.  | Ast.  | Wed.   | Dlp.   | Ast.   | Wed.   | Dlp.   | Ast.   |
| ------- | ----------------- | -------------- | ---------- | ---------- | ---------- | ----- | ----- | ----- | ------ | ------ | ------ | ------ | ------ | ------ |
| 2005/06 | KAA Gent          | Jupiler League | 0          | 0          | 0          | 0     | 0     | 0     | 0      | 0      | 0      | 0      | 0      | 0      |
| 2005/06 | → Eendracht Aalst | Derde klasse   | 14         | 4          | ?          | 0     | 0     | ?     | —      | —      | —      | 14     | 4      | ?      |
| 2006/07 | → AGOVV Apeldoorn | Eerste divisie | 35         | 2          | 0          | 0     | 0     | 0     | —      | —      | —      | 35     | 2      | 0      |
| 2007/08 | AGOVV Apeldoorn   | Eerste divisie | 38         | 15         | 6          | 2     | 1     | 0     | —      | —      | —      | 40     | 16     | 6      |
| 2008/09 | AGOVV Apeldoorn   | Eerste divisie | 35         | 13         | 7          | 2     | 1     | 1     | —      | —      | —      | 37     | 14     | 8      |
| 2009/10 | FC Utrecht        | Eredivisie     | 38         | 7          | 10         | 1     | 0     | 0     | —      | —      | —      | 39     | 8      | 10     |
| 2010/11 | FC Utrecht        | Eredivisie     | 31         | 10         | 17         | 4     | 1     | 2     | 12     | 3      | 5      | 47     | 14     | 24     |
| 2011/12 | PSV Eindhoven     | Eredivisie     | 33         | 21         | 15         | 5     | 3     | 1     | 9      | 3      | 5      | 47     | 27     | 21     |
| 2012/13 | PSV Eindhoven     | Eredivisie     | 29         | 16         | 17         | 4     | 1     | 1     | 5      | 1      | 3      | 38     | 18     | 21     |
| 2013/14 | SSC Napoli        | Serie A        | 33         | 11         | 8          | 4     | 2     | 1     | 10     | 0      | 3      | 47     | 13     | 12     |
| 2014/15 | SSC Napoli        | Serie A        | 31         | 6          | 9          | 5     | 0     | 0     | 15     | 4      | 3      | 51     | 10     | 12     |
| 2015/16 | SSC Napoli        | Serie A        | 33         | 5          | 5          | 2     | 1     | 0     | 5      | 5      | 2      | 40     | 11     | 7      |
| 2016/17 | SSC Napoli        | Serie A        | 35         | 28         | 9          | 3     | 1     | 0     | 8      | 5      | 4      | 46     | 34     | 13     |
| 2017/18 | SSC Napoli        | Serie A        | 38         | 18         | 6          | 3     | 1     | 1     | 9      | 3      | 5      | 50     | 22     | 12     |
| 2018/19 | SSC Napoli        | Serie A        | 35         | 16         | 10         | 1     | 0     | 0     | 11     | 3      | 2      | 47     | 19     | 12     |
| 2019/20 | SSC Napoli        | Serie A        | 31         | 9          | 9          | 3     | 1     | 0     | 8      | 6      | 2      | 42     | 16     | 11     |
| 2020/21 | SSC Napoli        | Serie A        | 29         | 9          | 8          | 2     | 0     | 0     | 7      | 1      | 1      | 34     | 10     | 9      |
| 2021/22 | SSC Napoli        | Serie A        | 30         | 11         | 2          | 1     | 1     | 0     | 6      | 1      | 0      | 37     | 13     | 2      |
| 2022/23 | Galatasaray       | Süper Lig      | 30         | 6          | 3          | 3     | 1     | 1     | —      | —      | —      | 33     | 7      | 4      |
| 2023/24 | Galatasaray       | Süper Lig      | 36         | 9          | 19         | 2     | 0     | 0     | 13     | 3      | 0      | 51     | 12     | 19     |
| 2024/25 | Galatasaray       | Süper Lig      | 34         | 5          | 11         | 6     | 0     | 4     | 12     | 1      | 6      | 52     | 6      | 21     |
| TOTAAL  | TOTAAL            | TOTAAL         | 648        | 221        | 171        | 53    | 15    | 12    | 130    | 39     | 41     | 827    | 276    | 224    |

## Internationaal

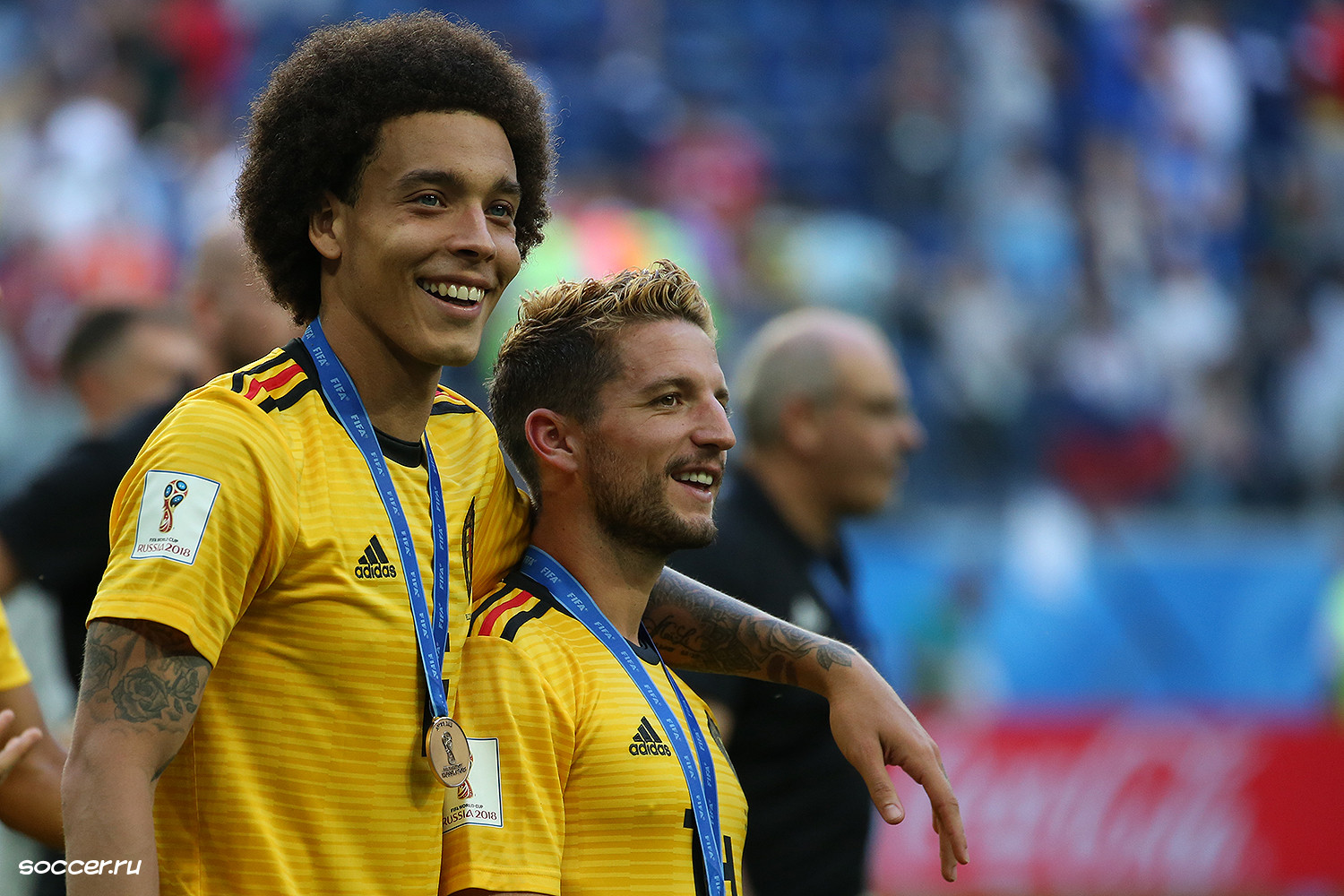
Mertens viert samen met Witsel de gewonnen bronzen medaille op het WK 2018.

Mertens werd op 1 oktober 2010 voor het eerst opgeroepen door bondscoach Georges Leekens voor het Belgisch voetbalelftal, dit voor de EK-kwalificatiewedstrijden tegen Kazachstan en Oostenrijk. Tot een debuut kwam het nog niet, Mertens brak op de training voorafgaand aan de twee wedstrijden zijn middenvoetsbeentje, waardoor hij beide wedstrijden moest missen. Hij debuteerde op 9 februari 2011 in het oefenduel tegen Finland. In de 59ste minuut viel hij in voor Nacer Chadli. Het duel eindigt op 1-1, Witsel maakt het enige Belgische doelpunt. In augustus 2012 scoorde Mertens zijn eerste goal voor de Duivels, in een oefenmatch tegen Nederland. Hij scoorde kort na zijn invalbeurt de 2-2. Hij gaf in die wedstrijd ook nog eens twee assists voor Romelu Lukaku en Jan Vertonghen. Mertens werd man van de match en groeide uit tot een publiekslieveling.
Op 2 juni 2012 raakte Mertens in opspraak toen hij in een oefeninterland tegen Engeland, de Engelse verdediger Gary Cahill tegen de doelman Joe Hart aanduwde. Cahill liep hierdoor een kaakbreuk op, en moest dus een streep door het EK zetten. Mertens kreeg voor deze actie slechts de gele kaart. In de derby der Lage Landen op 15 augustus 2012 viel hij in voor Nacer Chadli in de 67e minuut, op dat moment stond het Belgisch voetbalelftal op een 2-1 achterstand. Hij wist de Belgen in de 75e minuut door een knap doelpunt terug op gelijke hoogte te brengen. 3 en 5 minuten (77' en 80') later bood hij Romelu Lukaku de 3-2 en Jan Vertonghen de 4-2 aan.

#### WK 2014 Brazilië
Op het WK 2014 in Brazilië viel Mertens in de openingswedstrijd van de Rode Duivels na de rust in voor Nacer Chadli. In de 80ste minuut scoorde hij het winnende doelpunt op aangeven van Eden Hazard. Goed voor een 2-1 zege tegen Algerije. België haalde op dat toernooi de kwartfinale, waar het uitgeschakeld werd door uiteindelijk finalist Argentinië.

#### EK 2016 Frankrijk
In de laatste kwalificatiewedstrijd tegen Israël scoorde Mertens het eerste doelpunt. Mede hierdoor stond België eerste op de FIFA-wereldranglijst in november 2015. Kwalificatie werd afgedwongen door groepswinnaar te worden. Tijdens de EK–kwalificatiewedstrijd op 16 november 2014 tegen Wales werd Mertens geblesseerd van het veld gedragen. Hij liep een hersenschudding op. Hij stond amper 15 minuten op het veld. Mertens was tijdens het toernooi bij geen enkel doelpunt betrokken en speelde geen enkele keer een hele wedstrijd.

#### WK 2018 Rusland
Na het Europees kampioenschap kregen de Belgen een nieuwe bondscoach: Roberto Martínez. Onder hem bleef België ongeslagen in de kwalificatie voor het WK 2018. Mertens hielp hierbij door vijf doelpunten te scoren. Tegen Estland maakt hij er twee in één wedstrijd. In de openingswedstrijd van de Rode Duivels op het WK 2018, tegen Panama was hij trefzeker. Het was meteen het eerste Belgische doelpunt op het WK 2018. Zijn mooie volley werd genomineerd voor ‘doelpunt van het toernooi’. Verder dan nog één assist tegen Tunesië kwam Mertens wel niet meer, nadat hij het slachtoffer werd van het tactische plan van Martínez in de knock-outfase.

#### EK 2020
Op 17 mei 2021 werd Mertens door Roberto Martínez geselecteerd voor het EK 2020. Zowel in de eerste groepswedstrijd tegen Rusland en in de tweede groepswedstrijd tegen Denemarken kreeg hij een basisplaats. Tegen Denemarken trad hij toe tot een select clubje Duivels die meer dan 100 caps hebben: Jan Vertonghen, Toby Alderweireld, Axel Witsel en Eden Hazard gingen hem voor.

#### WK 2022 Qatar
Op 10 november 2022 hakte Martinez de knoop voor de definitieve WK-selectie door. Dries Mertens maakte bij zijn nieuwe club Galatasaray een moeilijke start mee. Hierdoor was het toch enigszins een verrassing dat hij deel uitmaakte van de selectie. In de eerste groepswedstrijd tegen Canada (1-0 overwinning) kreeg hij geen speelminuten. Tegen Marokko (0-2 verlies) viel hij in voor Eden Hazard. In de beslissende wedstrijd tegen Kroatië (0-0) stond Mertens voor het eerst in het basiselftal.

## Interlands
| Interlands van Dries Mertens voor België | Interlands van Dries Mertens voor België | Interlands van Dries Mertens voor België | Interlands van Dries Mertens voor België | Interlands van Dries Mertens voor België | Interlands van Dries Mertens voor België |
| №                                        | Datum                                    | Wedstrijd                                | Uitslag                                  | Soort Wedstrijd                          | Doelpunten                               |
| Als speler van FC Utrecht                | Als speler van FC Utrecht                | Als speler van FC Utrecht                | Als speler van FC Utrecht                | Als speler van FC Utrecht                | Als speler van FC Utrecht                |
| ---------------------------------------- | ---------------------------------------- | ---------------------------------------- | ---------------------------------------- | ---------------------------------------- | ---------------------------------------- |
| 1.                                       | 9 februari 2011                          | België - Finland                         | 1 - 1                                    | Vriendschappelijk                        | -                                        |
| 2.                                       | 3 juni 2011                              | België - Turkije                         | 1 - 1                                    | EK-kwalificatie 2012                     | -                                        |
| Als speler van PSV                       |                                          |                                          |                                          |                                          |                                          |
| 3.                                       | 10 augustus 2011                         | Slovenië - België                        | 0 - 0                                    | Vriendschappelijk                        | -                                        |
| 4.                                       | 2 september 2011                         | Azerbeidzjan - België                    | 1 - 1                                    | EK-kwalificatie 2012                     | -                                        |
| 5.                                       | 6 september 2011                         | België - Verenigde Staten                | 1 - 0                                    | Vriendschappelijk                        | -                                        |
| 6.                                       | 7 oktober 2011                           | België - Kazachstan                      | 4 - 1                                    | EK-kwalificatie 2012                     | -                                        |
| 7.                                       | 11 oktober 2011                          | Duitsland - België                       | 3 - 1                                    | EK-kwalificatie 2012                     | -                                        |
| 8.                                       | 11 november 2011                         | België - Roemenië                        | 2 - 1                                    | Vriendschappelijk                        | -                                        |
| 9.                                       | 25 mei 2012                              | België - Montenegro                      | 2 - 2                                    | Vriendschappelijk                        | -                                        |
| 10.                                      | 2 juni 2012                              | Engeland - België                        | 1 - 0                                    | Vriendschappelijk                        | -                                        |
| 11.                                      | 15 augustus 2012                         | België - Nederland                       | 4 - 2                                    | Vriendschappelijk                        | 75'                                      |
| 12.                                      | 7 september 2012                         | Wales - België                           | 0 - 2                                    | WK-kwalificatie 2014                     | -                                        |
| 13.                                      | 11 september 2012                        | België - Kroatië                         | 1 - 1                                    | WK-kwalificatie 2014                     | -                                        |
| 14.                                      | 12 oktober 2012                          | Servië - België                          | 0 - 3                                    | WK-kwalificatie 2014                     | -                                        |
| 15.                                      | 16 oktober 2012                          | België - Schotland                       | 2 - 0                                    | WK-kwalificatie 2014                     | -                                        |
| 16.                                      | 14 november 2012                         | Roemenië - België                        | 2 - 1                                    | Vriendschappelijk                        | -                                        |
| 17.                                      | 6 februari 2013                          | België - Slowakije                       | 2 - 1                                    | Vriendschappelijk                        | 90'                                      |
| 18.                                      | 26 maart 2013                            | België - Macedonië                       | 1 - 0                                    | WK-kwalificatie 2014                     | -                                        |
| 19.                                      | 29 mei 2013                              | Verenigde Staten - België                | 2 - 4                                    | Vriendschappelijk                        | -                                        |
| Als speler van SSC Napoli                |                                          |                                          |                                          |                                          |                                          |
| 20.                                      | 14 augustus 2013                         | België - Frankrijk                       | 0 - 0                                    | Vriendschappelijk                        | -                                        |
| 21.                                      | 14 november 2013                         | België - Colombia                        | 0 - 2                                    | Vriendschappelijk                        | -                                        |
| 22.                                      | 19 november 2013                         | België - Japan                           | 2 - 3                                    | Vriendschappelijk                        | -                                        |
| 23.                                      | 5 maart 2014                             | België - Ivoorkust                       | 2 - 2                                    | Vriendschappelijk                        | -                                        |
| 24.                                      | 1 juni 2014                              | Zweden - België                          | 0 - 2                                    | Vriendschappelijk                        | -                                        |
| 25.                                      | 7 juni 2013                              | België - Tunesië                         | 1 - 0                                    | Vriendschappelijk                        | 89'                                      |
| 26.                                      | 17 juni 2014                             | België - Algerije                        | 2 - 1                                    | WK 2014 groepsfase                       | 80'                                      |
| 27.                                      | 22 juni 2014                             | België - Rusland                         | 1 - 0                                    | WK 2014 groepsfase                       | -                                        |
| 28.                                      | 26 juni 2014                             | Zuid-Korea-België                        | 0 - 1                                    | WK 2014 groepsfase                       | -                                        |
| 29.                                      | 1 juli 2014                              | België -Verenigde Staten                 | 2-1                                      | WK 2014 achtste finale                   | -                                        |
| 30                                       | 5 juli 2014                              | Argentinië – België                      | 1 – 0                                    | WK 2014 kwartfinale                      | -                                        |
| 31.                                      | 4 september 2014                         | België – Australië                       | 2 – 0                                    | Vriendschappelijk                        | 18'                                      |
| 32.                                      | 10 oktober 2014                          | België – Andorra                         | 6 – 0                                    | EK-kwalificatie 2016                     | 65' 68'                                  |
| 33.                                      | 13 oktober 2014                          | Bosnië en Herzegovina – België           | 1 – 1                                    | EK-kwalificatie 2016                     | -                                        |
| 34.                                      | 12 november 2014                         | België – IJsland                         | 3 – 1                                    | Vriendschappelijk                        | -                                        |
| 35.                                      | 16 november 2014                         | België – Wales                           | 0 – 0                                    | Kwalificatie EK 2016                     | -                                        |
| 36.                                      | 28 maart 2015                            | België – Cyprus                          | 5 – 0                                    | Kwalificatie EK 2016                     | -                                        |
| 37.                                      | 7 juni 2015                              | Frankrijk - België                       | 3 - 4                                    | Vriendschappelijk                        | -                                        |
| 38.                                      | 12 juni 2015                             | Wales – België                           | 1 – 0                                    | Kwalificatie EK 2016                     | -                                        |
| 39.                                      | 3 september 2015                         | België – Bosnië en Herzegovina           | 3 – 1                                    | Kwalificatie EK 2016                     | -                                        |
| 40.                                      | 6 september 2015                         | Cyprus – België                          | 0 – 1                                    | Kwalificatie EK 2016                     | -                                        |
| 41.                                      | 10 oktober 2015                          | Andorra – België                         | 1 – 4                                    | Kwalificatie EK 2016                     | -                                        |
| 42.                                      | 13 oktober 2015                          | België – Israël                          | 3 – 1                                    | Kwalificatie EK 2016                     | 64'                                      |
| 43.                                      | 29 maart 2016                            | Portugal – België                        | 2 – 1                                    | Vriendschappelijk                        | -                                        |
| 44.                                      | 28 mei 2016                              | Zwitserland – België                     | 1 – 2                                    | Vriendschappelijk                        | -                                        |
| 45.                                      | 1 juni 2016                              | België – Finland                         | 1 – 1                                    | Vriendschappelijk                        | -                                        |
| 46.                                      | 5 juni 2016                              | België – Noorwegen                       | 3 – 2                                    | Vriendschappelijk                        | -                                        |
| 47.                                      | 13 juni 2016                             | België – Italië                          | 0 – 2                                    | Groepsfase EK 2016                       | -                                        |
| 48.                                      | 18 juni 2016                             | België – Ierland                         | 3 – 0                                    | Groepsfase EK 2016                       | -                                        |
| 49.                                      | 22 juni 2016                             | Zweden – België                          | 0 – 1                                    | Groepsfase EK 2016                       | -                                        |
| 50.                                      | 26 juni 2016                             | Hongarije – België                       | 0 – 4                                    | 1/16 finales EK 2016                     | -                                        |
| 51.                                      | 1 juli 2016                              | Wales – België                           | 3 – 1                                    | Kwartfinale EK 2016                      | -                                        |
| 52.                                      | 7 oktober 2016                           | België – Bosnië en Herzegovina           | 4 – 0                                    | Kwalificatie WK 2018                     | -                                        |
| 53.                                      | 10 oktober 2016                          | Gibraltar – België                       | 0 – 6                                    | Kwalificatie WK 2018                     | 51'                                      |
| 54.                                      | 9 november 2016                          | Nederland – België                       | 1 – 1                                    | Vriendschappelijk                        | -                                        |
| 55.                                      | 13 november 2016                         | België – Estland                         | 8 – 1                                    | Kwalificatie WK 2018                     | 16' 68'                                  |
| 56.                                      | 25 maart 2017                            | België – Griekenland                     | 1 – 1                                    | Kwalificatie WK 2018                     | -                                        |
| 57.                                      | 28 maart 2017                            | Rusland – België                         | 3 – 3                                    | Vriendschappelijk                        | -                                        |
| 58.                                      | 5 juni 2017                              | België – Tsjechië                        | 2 – 1                                    | Vriendschappelijk                        | -                                        |
| 59.                                      | 9 juni 2017                              | Estland – België                         | 0 – 2                                    | Kwalificatie WK 2018                     | 31'                                      |
| 60.                                      | 31 augustus 2017                         | België – Gibraltar                       | 9 – 0                                    | Kwalificatie WK 2018                     | 15'                                      |
| 61.                                      | 3 september 2017                         | Griekenland – België                     | 1 – 2                                    | Kwalificatie WK 2018                     | -                                        |
| 62.                                      | 7 oktober 2017                           | Bosnië en Herzegovina – België           | 3 – 4                                    | Kwalificatie WK 2018                     | -                                        |
| 63.                                      | 10 oktober 2017                          | België – Cyprus                          | 4 – 0                                    | Kwalificatie WK 2018                     | -                                        |
| 64.                                      | 10 november 2017                         | België – Mexico                          | 3 – 3                                    | Vriendschappelijk                        | -                                        |
| 65.                                      | 14 november 2017                         | België – Japan                           | 1 – 0                                    | Vriendschappelijk                        | -                                        |
| 66.                                      | 27 maart 2018                            | België – Saoedi-Arabië                   | 4 – 0                                    | Vriendschappelijk                        | -                                        |
| 67.                                      | 2 juni 2018                              | België – Portugal                        | 0 – 0                                    | Vriendschappelijk                        | -                                        |
| 68.                                      | 6 juni 2018                              | België – Egypte                          | 3 – 0                                    | Vriendschappelijk                        | -                                        |
| 69.                                      | 11 juni 2018                             | België – Costa Rica                      | 4 – 1                                    | Vriendschappelijk                        | 31'                                      |
| 70.                                      | 18 juni 2018                             | België – Panama                          | 3 – 0                                    | WK 2018 groepsfase                       | 47'                                      |
| 71.                                      | 23 juni 2018                             | België – Tunesië                         | 5 – 2                                    | WK 2018 groepsfase                       | -                                        |
| 72.                                      | 28 juni 2018                             | Engeland – België                        | 0 – 1                                    | WK 2018 groepsfase                       | -                                        |
| 73.                                      | 2 juli 2018                              | België – Japan                           | 3 – 2                                    | WK 2018 achtste finale                   | -                                        |
| 74.                                      | 10 juli 2018                             | Frankrijk – België                       | 1 – 0                                    | WK 2018 halve finale                     | -                                        |
| 75.                                      | 14 juli 2018                             | België – Engeland                        | 2 – 0                                    | WK 2018 troostfinale                     | -                                        |
| 76.                                      | 7 september 2018                         | Schotland – België                       | 0 – 4                                    | Vriendschappelijk                        | -                                        |
| 77.                                      | 11 september 2018                        | IJsland – België                         | 0 – 3                                    | UEFA Nations League 2018/19              | -                                        |
| 78.                                      | 12 oktober 2018                          | België – Zwitserland                     | 2 – 1                                    | UEFA Nations League 2018/19              | -                                        |
| 79.                                      | 16 oktober 2018                          | België – Nederland                       | 1 – 1                                    | Vriendschappelijk                        | 5'                                       |
| 80.                                      | 15 november 2018                         | België – IJsland                         | 2 – 0                                    | UEFA Nations League 2018/19              | -                                        |
| 81.                                      | 18 november 2018                         | Zwitserland – België                     | 5 – 2                                    | UEFA Nations League 2018/19              | -                                        |
| 82.                                      | 21 maart 2019                            | België – Rusland                         | 3 – 1                                    | EK Kwalificatie 2020                     | -                                        |
| 83.                                      | 24 maart 2019                            | Cyprus – België                          | 0 –2                                     | EK Kwalificatie 2020                     | -                                        |
| 84.                                      | 8 juni 2019                              | België – Kazachstan                      | 3 – 0                                    | EK Kwalificatie 2020                     | 11'                                      |
| 85.                                      | 11 juni 2019                             | België – Schotland                       | 3 – 0                                    | EK Kwalificatie 2020                     | -                                        |
| 86.                                      | 6 september 2019                         | San Marino – België                      | 0 – 4                                    | EK Kwalificatie 2020                     | 57'                                      |
| 87.                                      | 9 september 2019                         | Schotland – België                       | 0 – 4                                    | EK Kwalificatie 2020                     | -                                        |
| 88.                                      | 10 oktober 2019                          | België – San Marino                      | 9 – 0                                    | EK Kwalificatie 2020                     | -                                        |
| 89.                                      | 13 oktober 2019                          | Kazachstan – België                      | 0 – 2                                    | EK Kwalificatie 2020                     | -                                        |
| 90.                                      | 16 november 2019                         | Rusland – België                         | 1 – 4                                    | EK Kwalificatie 2020                     | -                                        |
| 91.                                      | 5 september 2020                         | Denemarken – België                      | 0 – 2                                    | UEFA Nations League 2020/21              | 77'                                      |
| 92.                                      | 8 september 2020                         | België – IJsland                         | 5 – 1                                    | UEFA Nations League 2020/21              | 50'                                      |
| 93.                                      | 15 november 2020                         | België – Engeland                        | 2 – 0                                    | UEFA Nations League 2020/21              | 24'                                      |
| 94.                                      | 18 november 2020                         | België – Denemarken                      | 4 – 2                                    | UEFA Nations League 2020/21              | –                                        |
| 95.                                      | 24 maart 2021                            | België – Wales                           | 3 – 1                                    | Kwalificatie WK 2022                     | -                                        |
| 96.                                      | 27 maart 2021                            | Tsjechië – België                        | 1 – 1                                    | Kwalificatie WK 2022                     | -                                        |
| 97.                                      | 3 juni 2021                              | België – Griekenland                     | 1 – 1                                    | Vriendschappelijk                        | -                                        |
| 98.                                      | 6 juni 2021                              | België – Kroatië                         | 1 – 0                                    | Vriendschappelijk                        | -                                        |
| 99.                                      | 12 juni 2021                             | België - Rusland                         | 3 – 0                                    | EK 2020 groepsfase                       | -                                        |
| 100.                                     | 17 juni 2021                             | Denemarken - België                      | 1 – 2                                    | EK 2020 groepsfase                       | -                                        |
| 101.                                     | 27 juni 2021                             | België - Portugal                        | 1 – 0                                    | EK 2020 achtste finale                   | -                                        |
| 102.                                     | 10 oktober 2021                          | Italië – België                          | 2 – 1                                    | UEFA Nations League 2020/21 troostfinale | -                                        |
| 103.                                     | 13 november 2021                         | België - Estland                         | 3 – 1                                    | Kwalificatie WK 2022                     | -                                        |
| 104.                                     | 3 juni 2022                              | België – Nederland                       | 1 – 4                                    | UEFA Nations League 2022/23              | -                                        |
| 105.                                     | 14 juni 2022                             | Polen – België                           | 0 – 1                                    | UEFA Nations League 2022/23              | -                                        |
| Als speler bij Galatasaray               |                                          |                                          |                                          |                                          |                                          |
| 106.                                     | 22 september 2022                        | België – Wales                           | 2 – 1                                    | UEFA Nations League 2022/23              | -                                        |
| 107.                                     | 18 november 2022                         | België – Egypte                          | 1 – 2                                    | Vriendschappelijk                        | -                                        |
| 108.                                     | 27 november 2022                         | België – Marokko                         | 0 – 2                                    | WK 2022 groepsfase                       | -                                        |
| 109.                                     | 1 december 2022                          | Kroatië – België                         | 0 – 0                                    | WK 2022 groepsfase                       | -                                        |
| Totaal                                   | Totaal                                   | Totaal                                   | Totaal                                   | Totaal                                   | 21                                       |

Bijgewerkt t/m 1 december 2022.

## Erelijst
| Competitie           | Aantal | Jaren                     |
| PSV                  | PSV    | PSV                       |
| -------------------- | ------ | ------------------------- |
| KNVB beker           | 1×     | 2011/12                   |
| Johan Cruijff Schaal | 1×     | 2012                      |
| Napoli               |        |                           |
| Coppa Italia         | 2×     | 2013/14, 2019/20          |
| Supercoppa Italiana  | 1×     | 2014                      |
| Galatasaray          |        |                           |
| Süper Lig            | 3×     | 2022/23, 2023/24, 2024/25 |
| Turkse voetbalbeker  | 1×     | 2024/25                   |
| Süper Kupa           | 1×     | 2023                      |

| Competitie                  | Winnaar | Winnaar | Runner-up | Runner-up | Derde  | Derde  |
| Competitie                  | Aantal  | Jaren   | Aantal    | Jaren     | Aantal | Jaren  |
| België                      | België  | België  | België    | België    | België | België |
| --------------------------- | ------- | ------- | --------- | --------- | ------ | ------ |
| Wereldkampioenschap voetbal |         |         |           |           | 1x     | 2018   |

Individueel
- Gouden Stier

2009 (in dienst van AGOVV)
2020 meeste goals aller tijden bij Napoli
- Assist koning Süper Lig 2023/24

## Privé
Mertens trouwde in 2015 met Katrin Kerkhofs. Samen hebben ze een zoon genaamd Ciro Romeo (2022).

## Trivia
Anna Trieste, een bekende Napolitaanse, gaf Mertens de bijnaam "Ciro", een populaire lokale naam, omdat ze vond dat hij qua gestalte, karakter en grinta erg lijkt op Napolitaanse straatjongens.